# Незабудка боровая
Незабудка боровая (лат. Myosotis pineticola) — вид травянистых растений рода Незабудка (Myosotis) семейства Бурачниковые (Boraginaceae). Отдельные источники (например, Д. Н. Доброчаева) рассматривают его как синоним вида Myosotis ucrainica Czern.
Впервые описание растения опубликовано М. В. Клоковым и Н. А. Десятовой-Шостенко в Ученых записках ХДУ в 1941 году.
Встречается в России, на территории Белгородской области и на Украине в Харьковской, Луганской и Донецкой областях.
Однолетнее тёмно-зелёное растение, 15—45 см высотой. Цветки очень мелкие, беловатые. Чашечка опушена прямыми прижатыми волосками.